# جون بانكس (لاعب كرة قاعدة)
جون بانكس (بالإنجليزية: John Banks)‏ هو لاعب كرة قاعدة أمريكي، ولد في 1921، وتوفي في 6 ديسمبر 2011.